# Индекс ПФТС

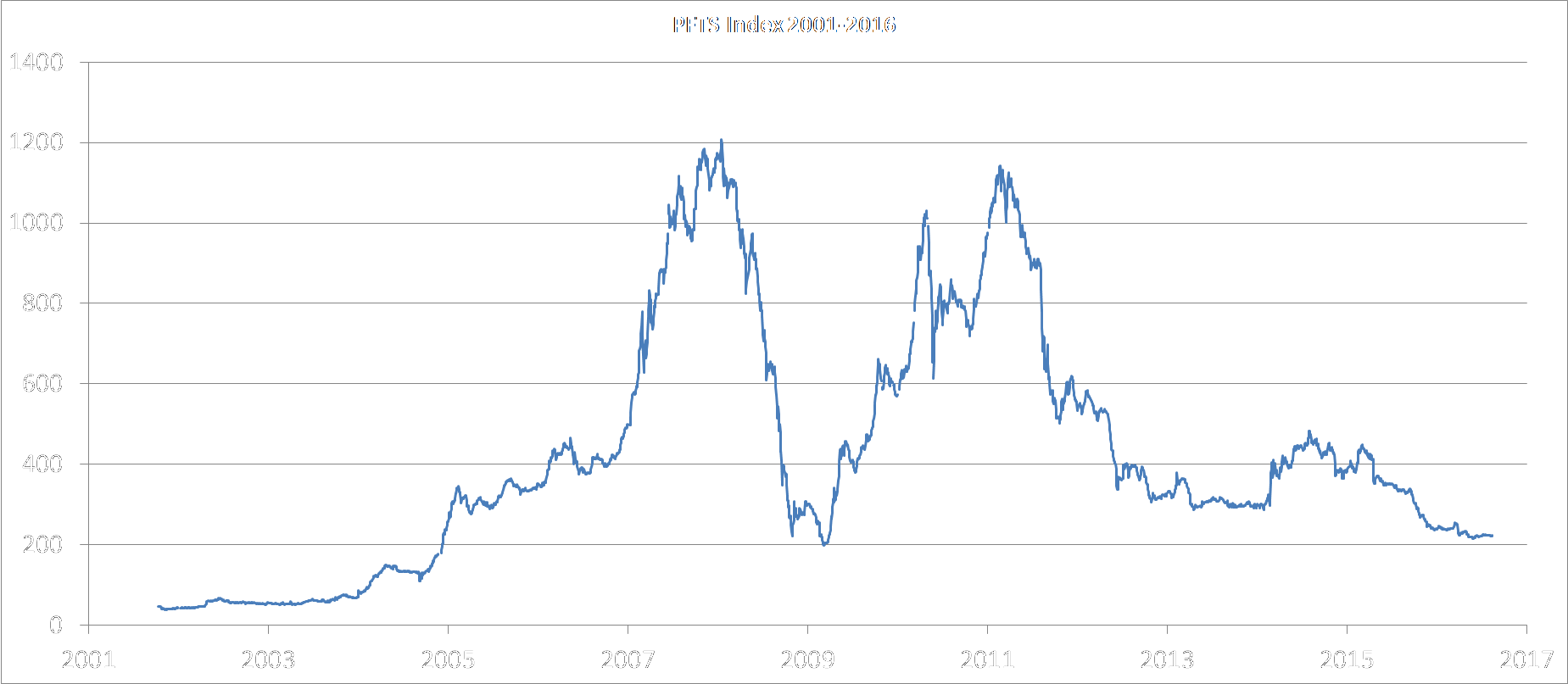
Динамика индекса ПФТС с 2001 по 2016 год

Индекс ПФТС — украинский фондовый индекс, который рассчитывается ежедневно по результатам торгов на фондовой бирже ПФТС на основе средневзвешенной цены по сделкам. В «индексную корзину» входят наиболее ликвидные акции, по которым совершается наибольшее число сделок.
Дата 1 октября 1997 года является базовым периодом, с которого начинается расчёт индекса. Суть индекса — процент роста средневзвешенных цен акций «индексной корзины» по отношению к базовому периоду. По состоянию на август 2007 года индекс ПФТС имел значение в районе 1000. После мирового финансового кризиса в 2008 году индекс существенно упал и в июле 2010 года приближался к 800 пунктам. За 2010 год индекс ПФТС вырос на 70,2 % — с 572,91 пунктов в начале года до 975,078 в конце.
Для расчёта учитываются лишь те акции, которые находятся в свободном обращении на фондовом рынке. Не учитываются акции, которые находятся в собственности государства, эмитента, стратегических инвесторов, менеджмента и трудового коллектива, а также в перекрестном владении. Такая методика расчета повышает влияние на индекс ценных бумаг предприятий, приватизация которых завершена.
По состоянию на начало июля 2018 года в индексную корзину входили:
| Название                            | тикер ПФТС                        |
| ----------------------------------- | --------------------------------- |
| Райффайзен банк Аваль               | (ПФТС: BAVL)                      |
| Центрэнерго                         | (ПФТС: CEEN)                      |
| Донбассэнерго                       | (ПФТС: DOEN)                      |
| Крюковский вагоностроительный завод | (ПФТС: KVBZ)                      |
| Мотор Сич                           | (ПФТС: MSICH)                     |
| Укрнафта                            | (ПФТС: UNAF)                      |
| Укртелеком                          | (ПФТС: UTLM, старый тикер «UTEL») |